# Carsten Bunk
Carsten Bunk, né le 29 février 1960 à Berlin, est un rameur d'aviron est-allemand.

## Palmarès

### Jeux olympiques
- 1980 à Moscou
  -  Médaille d'or en quatre sans barreur

### Championnats du monde juniors
- 1977 à Tampere
  -  Médaille d'argent en skiff
- 1978 à Belgrade
  -  Médaille d'or en skiff